# Enriqueta Mesa
Enriqueta Mesa fue una primera actriz de teatro española afincada en Argentina.

## Carrera
Enriqueta Mesa se destacó en los albores del teatro argentino durante la década del siglo '20 en algunas obras revisterles y del género musical. En 1923 integra la compañía de comedias conformada por Felisa Mary - Carlos Morganti - Eliseo Gutiérrez. Y un año más tarde la Cía. Pierina Dealessi - Carlos Morganti. En 1926 pasa a la Compañía de Género Chico César Ratti, junto a las actrices Chela Cordero y Emma Martínez. En 1928 ya pasa a formar parte de la Compañía de comedias musicales Ivo Pelay que tenía como primer figura a la cancionista criolla Azucena Maizani en una larga temporada en el Teatro Maipo, junto con Carmen Olmedo y Perlita Grecco.

## Teatro
- 1924: Maison Ristorinj (Masajes y postizo).
- 1926: Maldito Cabaret (o Cachito Patotero).
- 1928: Bertoldo, Bertoldino y el otro.
- 1928: Misia presidencia, con Azucena Maizani, Pedro Quartucci, Emilio Durante, Eduardo de Labar y Salvador Enríquez.
- 1928: Vértigo, junto a las vedettes extranjeras Laura y Victoria Pinillos.